# Valentin Trozendorf
Valentin Trozendorf (rzadziej: Trotzendorf; urodzony jako Valentin Friedland 14 lutego 1490 w Trójcy, zm. 26 kwietnia 1556 w Legnicy) – śląski pedagog i teolog protestancki, rektor Gimnazjum Łacińskiego w Złotoryi, wykładowca na uniwersytetach w Wittenberdze i Legnicy.

## Życiorys

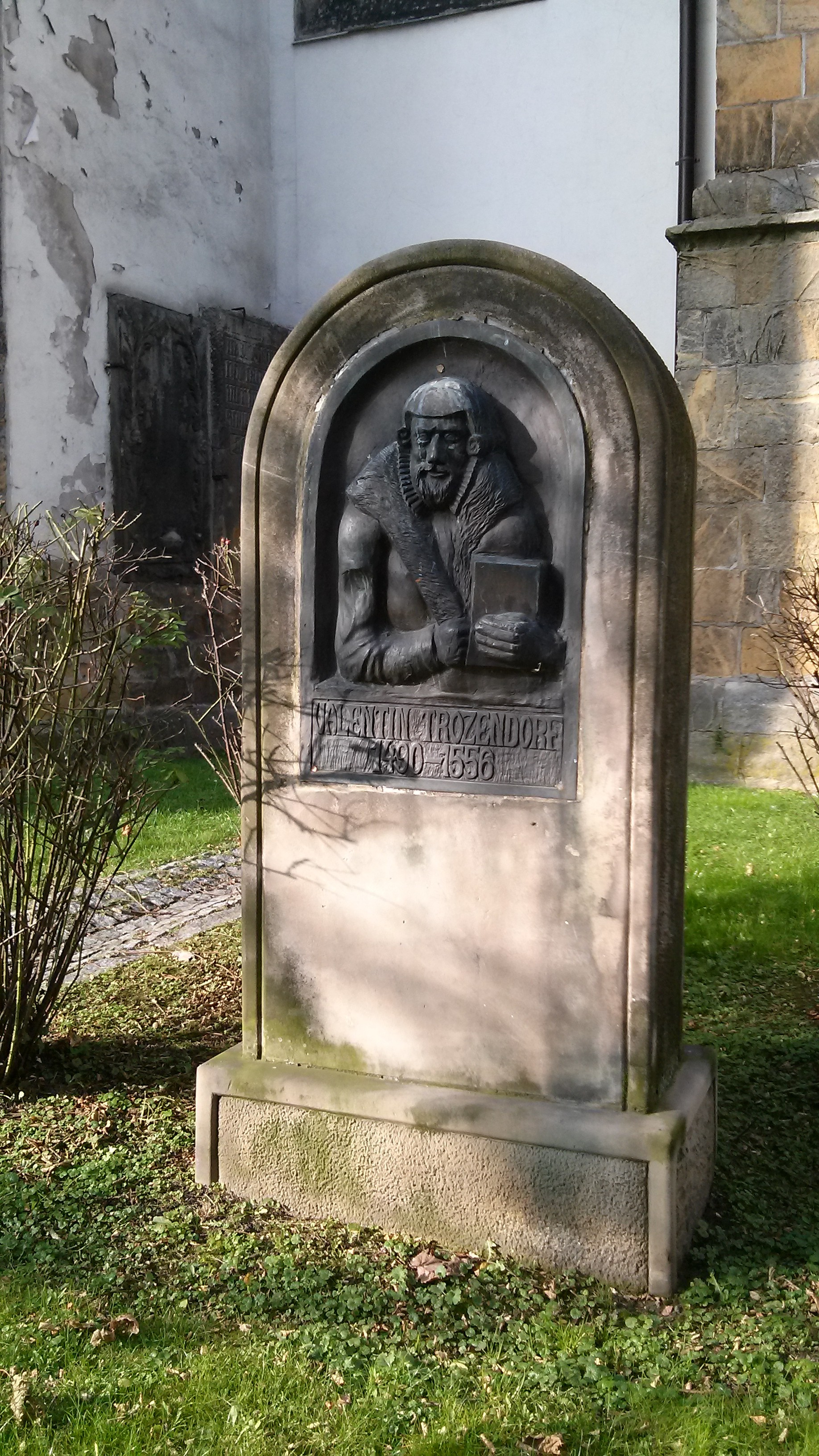
Złotoryja – pomnik Valentina Trozendorfa

Po studiach w Lipsku, od 1515 r. uczył religii w szkole w Zgorzelcu, trzy lata później odebrał święcenia kapłańskie we Wrocławiu, gdzie w latach 1519-1524 był duchownym w katedrze. 31 maja 1519 immatrykulował się w Wittenberdze. Słuchał dysputy lipskiej między Lutrem a Eckiem.
W Wittenberdze prowadził wykłady na temat dzieł Cycerona i pism św. Pawła, zapewniły mu one rozgłos i sławę uczonego. Dzieła Cycerona znał na pamięć.
W latach 1525–1527 objął rektorat w szkole w Złotoryi. Dwa lata później przeniósł się na uniwersytet w Legnicy, jego miejsce w Złotoryi zajął Johannes Longus.
Po upadku legnickiego uniwersytetu Trozendorf wrócił do Wittenbergi.
Po zwycięstwie luteranizmu w księstwie legnicko-brzeskim, Trozendorf ponownie objął stanowisko rektora w Złotoryi (1531).
Trozendorf podjął się dzieła naprawy podupadłej szkoły. Z Wittenbergi do Złotoryi sprowadził trzech nauczycieli, w 1540 uzyskał od księcia Fryderyka II przekazanie na rzecz szkoły budynków byłego klasztoru franciszkańskiego.
W 1546 roku szkoła cieszyła się europejską sławą, wśród kilkuset (500-600, według innych źródeł nawet do tysiąca) uczniów byli m.in. Niemcy, Polacy, Ślązacy, Czesi, Węgrzy i Litwini. Planowano się także jej przekształcenie w uniwersytet, czemu sprzyjał Fryderyk II.
Zaraza w roku 1553 i pożar Złotoryi w 1554 zniweczyły te plany. 30 lipca 1554 Fryderyk III nakazał przenieść szkołę do Legnicy, pozwalając na pozostanie w Złotoryi jednego nauczyciela.
Złotoryjanie odbudowali szkołę, ale Trozendorf tego już nie doczekał. Umarł 26 kwietnia 1556, rażony apopleksją. 28 kwietnia pochowano go w Katedrze Świętych Apostołów Piotra i Pawła w Legnicy.

## Republika szkolna
Trozendorf uważał, że młodzież może dojść do wysokich godności i stanowisk poprzez pracowitość i posłuszeństwo. Kierując się tą ideą, stworzył specjalną strukturę organizacyjną, republikę szkolną, korzystając z wzorców starożytnego Rzymu w okresie republiki.
Uczniów podzielił na sześć klas, a te na mniejsze oddziały – ordines lub tribus. Każda z klas miała swoich "urzędników" pełniących funkcje porządkowe i nadzorcze:
- ekonomowie – utrzymywali porządki domowe (budzenie, nadzór nad odpowiednim ubraniem się, udaniem się na modlitwę, wyjściem na posiłki i lekcje, sprawdzanie porządku)
- eforowie – pilnowali porządku przy stole, którym podlegali discoforowie
- discoforowie – ich zadaniem była obsługa przy stole
- kwestorowie – mieli nadzorować przebieg nauki
- cenzorzy – sprawowali nadzór nad obyczajnym zachowaniem się.

Spośród najzdolniejszych uczniów Trozendorf powoływał zarząd szkolny (magistratus scholasticus), składającego się z 12 senatorów i 2 cenzorów, na czele których stał konsul.
W szkole funkcjonował też sąd uczniowski, złożony ze starszych uczniów. Sprawy rozpatrywane przez ten sąd dotyczyły m.in. niestosownego zachowania się, waśni narodowościowych i stanowych między uczniami, używanie języka niemieckiego zamiast łaciny. Oskarżenie wnosili cenzorowie, mowę oskarżycielską wygłaszał rektor. Po mowie oskarżycielskiej głos zabierał oskarżony. Werdykt zapadał poprzez głosowanie. Orzekane kary: pieniężne, karcer, kary cielesne, pręgierz.

## Plan studiów
Przedmioty nauczane w gimnazjum Trozendorfa:
- gramatyka łacińska i grecka (w tym ortografia, etymologia, składnia, prozodia)
- arytmetyka
- astronomia
- muzyka
- dialektyka
- retoryka
- filozofia
- religia
- prawo

## Porządek szkolny
Porządek szkolny (niem. Schulordnung) składał się z następujących części:
- Ustawy zasadnicze
- O pobożności
- O studiach
- O obyczajach

Wśród ustaw zasadniczych pierwszy ustęp zaczynał się od cytatu z Wergiliusza: Tros Tyriusque mihi nullo discrimine agetur (Trojanie i Tyryjczycy nie będą u mnie rozróżniani). Porządek szkolny zjednywał w prawach uczniów wszystkich narodowości, kolejne zasady nakazywały także zrównanie w prawach uczniów różnych stanów ("Szlachcic składa swe przywileje, stając się uczniem").
Rozdział "O pobożności" nakazuje przestrzeganie zasad religii chrześcijańskiej (tj. luteranizmu).
"O studiach" – nakazuje pilne uczenie się, odrabianie lekcji, przestrzegania dyscypliny; zakazuje ponadto stosowanie języka niemieckiego, wszyscy mają mówić po łacinie, także między sobą.

## Dzieła
- Porządek szkolny (opublikowany pośmiertnie, 1563)
- Leges scholae Goldbergensis
- Catechesis – kompendium wiedzy biblijnej
- Rosarium – książka z przypowieściami dla szkół protestanckich, nawiązującymi do Starego i Nowego Testamentu (w jęz. niemieckim, greckim, łacińskim i hebrajskim)
- Precationes – modlitewnik

## Literatura
- A. Michler, "Valentin Trozendorf. Nauczyciel Śląska", wyd. Towarzystwo Miłośników Ziemi Złotoryjskiej, Złotoryja 1996.